# لون اوک (تگزاس)
لون اوک، تگزاس(به انگلیسی: Lone Oak, Texas) شهری در ایالت تگزاس از ایالات جنوبی ایالات متحده آمریکا است. در سرشماری سال ۲۰۰۰، جمعیت این شهر ۵۲۱ نفر اعلام شد.